# Pericotoxodon
Pericotoxodon es un género extinto de mamíferos del Mioceno, de la familia Toxodontidae, del suborden de los Toxodonta, del orden Notoungulata perteneciente a los meridiungulados. Su nombre científico suele castellanizarse como pericotoxodón y  en plural pericotoxodontes. Han aparecido restos suyos en Argentina, Perú, en los Ríos Inuya y Mapuya, y principalmente en el lecho de la zona de La Venta en Colombia y Bolivia, en rocas de mediados del período Mioceno. Debe su nombre genérico a José Espíritu Pericó, quien descubrió el holotipo en la zona de La Gaviota, en la formación Villavieja en Colombia, uniendo el apellido al ya existente nombre Toxodon; mientras que su nombre de especie, platignathus, viene de las palabras griegas platys, "plano" y gnathos, "mandíbula".

## Características
Pericotoxodon platignathus, del periodo Mioceno Medio de la fauna de La Venta, puede verse en el Museo Geológico de INGEOMINAS en Bogotá. El cráneo de este animal se conoce casi en su totalidad, y el esqueleto es similar al de su pariente más conocido Toxodon platensis.
Su anatomía consistía en una cabeza grande con incisivos prominentes. Los miembros y el cuello son cortos, de hombros altos, el cuerpo robusto y las espinas neurales de la columna vertebral son muy altas al comienzo de la espalda, sobre los hombros, que deben haber alojado grandes músculos para sostener la pesada cabeza. Las manos y pies deben haber tenido almohadillas de tejido esponjoso como las de rinocerontes, hipopótamos o elefantes, el abdomen debe haber sido voluminoso.
Se trata de un animal de gran tamaño que llegaba a los 3,4 metros de longitud y 1,90 de altura en la cruz. El peso debió ser considerable, al tratarse de un animal muy robusto, cercano a los 800 kg. A pesar de sus dimensiones y su figura poco estilizada, los pericotoxodones se estima que podían alcanzar velocidades de hasta 60 kilómetros por hora en tramos cortos. A pesar de ser animales terrestres. como los actuales rinocerontes y no anfibios, como los hipopótamos, se considera que eran buenos nadadores y pasaban tiempo semisumergidos en charcas y lagos, mientras se alimentaban de plantas de ribera. Pudieron ocupar en Sudamérica el nicho ecológico del actual rinoceronte indio.

## Evolución
Son mamíferos originarios de Sudamérica que evolucionaron independientemente en dicha isla-continente. Los ungulados sudamericanos proporcionan un caso de aislamiento geográfico tan notable como el de los marsupiales en Australia.
La radiación adaptativa de los ungulados paleocenos de América del Sur fue precoz y rápida, lo que dificulta encontrar un modelo filogenético lo suficientemente explicativo. Procedentes de pequeños y primitivos animales herbívoros sin competidores, evolucionaron independientemente y aislados del resto de los ungulados durante casi todo el extenso periodo del Cenozoico.